# William Thoresson
Karl Tore William Thoresson (ur. 31 maja 1932 w Göteborgu) – szwedzki gimnastyk. Dwukrotny medalista olimpijski.
Specjalizował się w ćwiczeniach wolnych i w tej konkurencji w pierwszej połowie lat 50. należał do ścisłej światowej czołówki. Na igrzyskach w Helsinkach zdobył złoty medal, cztery lata później był drugi. Trzecie miejsce zajął na mistrzostwach świata rozgrywanych w 1954. Już bez medali startował na IO 60 i IO 64.
W 2001 został uhonorowany miejscem w Hall of Fame Gimnastyki.

## Starty olimpijskie
Helsinki 1952
- ćwiczenia wolne –  złoto

Melbourne 1956
- ćwiczenia wolne –  srebro